# Nihon-shiki
Nipponsiki o Nihonsiki (日本式 Estilo de Japón?,  romanizado como Nihon-shiki en Hepburn) es un sistema de romanización para transcribir el idioma japonés al alfabeto romano. Se dice que este sistema se adapta mejor al sistema de escritura kana, pero, como no sigue patrones familiares del inglés (como sí ocurre en el sistema Hepburn), a los angloparlantes nativos la escritura les resulta poco intuitiva.
El sistema fue inventado por el físico Akitsu Tanakadate en 1885 y es el predecesor del sistema de romanización más popular Kunreisiki (Kunrei-shiki).
|          |          |          |          |          |               |               |               |
| あ/ア a  | い/イ i  | う/ウ u  | え/エ e  | お/オ o  | (ya)          | (yu)          | (yo)          |
|          |          |          |          |          |               |               |               |
| か/カ ka | き/キ ki | く/ク ku | け/ケ ke | こ/コ ko | きゃ/キャ kya | きゅ/キュ kyu | きょ/キョ kyo |
| さ/サ sa | し/シ si | す/ス su | せ/セ se | そ/ソ so | しゃ/シャ sya | しゅ/シュ syu | しょ/ショ syo |
| た/タ ta | ち/チ ti | つ/ツ tu | て/テ te | と/ト to | ちゃ/チャ tya | ちゅ/チュ tyu | ちょ/チョ tyo |
| な/ナ na | に/ニ ni | ぬ/ヌ nu | ね/ネ ne | の/ノ no | にゃ/ニャ nya | にゅ/ニュ nyu | にょ/ニョ nyo |
| は/ハ ha | ひ/ヒ hi | ふ/フ hu | へ/ヘ he | ほ/ホ ho | ひゃ/ヒャ hya | ひゅ/ヒュ hyu | ひょ/ヒョ hyo |
| ま/マ ma | み/ミ mi | む/ム mu | め/メ me | も/モ mo | みゃ/ミャ mya | みゅ/ミュ myu | みょ/ミョ myo |
| や/ヤ ya |          | ゆ/ユ yu |          | よ/ヨ yo |               |               |               |
| ら/ラ ra | り/リ ri | る/ル ru | れ/レ re | ろ/ロ ro | りゃ/リャ rya | りゅ/リュ ryu | りょ/リョ ryo |
| わ/ワ wa | ゐ/ヰ wi |          | ゑ/ヱ we | を/ヲ wo |               |               |               |
|          |          |          |          | ん/ン n  |               |               |               |
|          |          |          |          |          |               |               |               |
| が/ガ ga | ぎ/ギ gi | ぐ/グ gu | げ/ゲ ge | ご/ゴ go | ぎゃ/ギャ gya | ぎゅ/ギュ gyu | ぎょ/ギョ gyo |
| ざ/ザ za | じ/ジ zi | ず/ズ zu | ぜ/ゼ ze | ぞ/ゾ zo | じゃ/ジャ zya | じゅ/ジュ zyu | じょ/ジョ zyo |
| だ/ダ da | ぢ/ヂ di | づ/ヅ du | で/デ de | ど/ド do |               |               |               |
| ば/バ ba | び/ビ bi | ぶ/ブ bu | べ/ベ be | ぼ/ボ bo | びゃ/ビャ bya | びゅ/ビュ byu | びょ/ビョ byo |
| ぱ/パ pa | ぴ/ピ pi | ぷ/プ pu | ぺ/ペ pe | ぽ/ポ po | ぴゃ/ピャ pya | ぴゅ/ピュ pyu | ぴょ/ピョ pyo |
|          |          |          |          |          |               |               |               |
| くゎ kwa |          |          |          |          |               |               |               |
| ぐゎ gwa |          |          |          |          |               |               |               |

Nota:
- Esos en rojo son obsoletos en la lengua sí.
- Cuando he へ se utiliza como partícula se escribe he, no e (Kunreisiki/Hepburn).
- Cuando ha は se utiliza como partícula se escribe ha, no wa.
- Cuando wo を se utiliza como partícula se escribe wo, no o.
- Las vocales largas se indican mediante macron, por ejemplo, la o larga se escribe ō.
- La n silábica ん se escribe n antes de consonante y n' antes de vocal o y.
- Las consonantes geminadas se marcan doblando la consonante que sigue al carácter っ, sin excepción.

La diferencia entre Nipponsiki y Kunreisiki es la diferencia entre el silabario kana y la pronunciación actual. En el japonés estándar moderno, los sonidos de los pares di/zi ぢ/じ, du/zu づ/ず, dya/zya ぢゃ/じゃ, dyu/zyu ぢゅ/じゅ, dyo/zyo ぢょ/じょ, wi/i ゐ/い, we/e ゑ/え, kwa/ka くゎ/か, gwa/ga ぐゎ/が son actualmente idénticos. Por ejemplo, la palabra kanadukai (Nipponsiki) かなづかい se pronuncia kanazukai en el japonés moderno.
El Nipponsiki a veces se dice que es más regular, pues mantiene una correspondencia estricta de un kana, dos letras. Como dispone de escrituras distintas de los pares ya mencionados, es el único sistema de romanización que permite una correspondencia sin pérdidas entre el kana y el alfabeto romano.
Nipponsiki ha sido reconocido como la forma estricta de ISO 3602. El sistema JSL, que está dirigido a estudiantes extranjeros de japonés, está basado en Nipponsiki.
- Datos: Q1507700